# Pedro Miguel Cardoso Monteiro
Pedro Miguel Cardoso Monteiro meglio noto come Pelé (Albufeira, 2 maggio 1978) è un ex calciatore portoghese naturalizzato capoverdiano, di ruolo difensore.

## Palmarès

### Club

#### Competizioni nazionali
- Football League Championship: 1

West Bromwich: 2007-2008